# Topp Dogg
Xeno-T (кор.: 제노티) (бывшие Topp Dogg (кор.: 탑독)) — южнокорейская хип-хоп группа образованная Cho PD на лейбле Stardom Entertainment в 2013 году. Позже Stardom Entertainment был приобретён Hunus Entertainment, таким образом сейчас ToppDogg находится под крылом новой компании. Группа выпустили 1 полный альбом, 4 мини-альбома и 3 переиздания.

## Карьера

### 2012—2013: Предебютные микстейпы иDogg’s Out
Микстейпы были выпущены в марте и апреле 2012 года для продвижения группы перед дебютом. Члены были официально введены в октябре 2013 года, а 22 октября 2013 года группа провела дебютный шоукейс.
Тем же днем они выпустили свой дебютный видеоклип на сингл «Follow Me (말로해)», а 23 октября они выпустили свой дебютный мини-альбом "Dogg’s Out". ToppDogg выпустили переработанную версию "Dogg’s Out" 12 декабря, в которую вошли заглавный трек «Cigarette» и китайская версия «Say It».

### 2014:Arario,AmadeuS, «Annie» и 1-й мини-альбом Кидо
13 января 2014 года Stardom Entertainment выпустило тизер второго мини-альбома ToppDogg. 15 января группа вернулась с выпуском музыкального видео на заглавный трек «Open the Door», а также выпустила второй мини-альбом Arario на следующий день. 12 февраля они выпустили музыкальное видео на «Arario», который шёл в качестве заглавного трека во втором мини-альбоме группы, а позже была переупакована 24 февраля.
9 июня стало известно, что ToppDogg выпустит свой третий мини-альбом AmadeuS с заглавной песней «TOPDOG». Однако за несколько дней до официального релиза весь альбом просочился в интернет. Лейбл попытался удалить песни как можно быстрее, а затем принял законные меры против виновника.
25 августа ToppDogg выпустили переиздание "AmadeuS" с тремя новыми треками и короткометражным фильмом, показывающим фанатов за кадром фотосессии "AmadeuS".
25 сентября участник Кидо выпустил свой первый сольный мини-альбом с клипом на заглавный трек «Taxi on the Phone», выпущенный в тот же день.
К своей первой годовщине ToppDogg выпустили 16 октября новую песню «Оld school», «Annie» (сокращенное название «Anniversary»).

### 2015: Переход Согуна в суб-юнит Under Dogg,The Beatи уход Кидо с Гоном
Спустя несколько месяцев после ухода на отдых, Согун выложил сообщение в Твиттере официального фан-кафе ToppDogg, объявив, что переходит в суб-юнитгруппы, под названием «Under Dogg», чтобы он мог «охватить более широкий музыкальный спектр». Он начал работать там с 16 января.
Концерты для их американского тура были проведены в Хьюстоне, штат Техас; Майами-Бич, Флорида; и Атланте, штат Джорджия, в феврале 2015 года. В июле 2015 года Stardom подписали контракт с Hunus Entertainment.
28 июля 2015 года бывший член Under Dogg, Леон (Каван Чен) опубликовал в своем аккаунте Instagram информацию о своем уходе из группы. Он ссылался на расизм, физическое и словесное оскорбление со стороны определенного члена и руководства ToppDogg-G в качестве причины ухода из группы.
8 октября Hunus Entertainment опубликовала заявление после того, как многочисленные слухи всплыли над Кидо и Гоном, подавшими иски против компании за «неправильное управление их карьерами», поскольку 2 члена хотели расширить свою карьеру.
Перед выпуском своего четвертого мини-альбома Hunus Entertainment выпустила 4 тизер-видеоролика в течение двух недель, предшествовавших дате выхода мини-альбома — для «Emotion», «OASIS», «All eyez on me», и «Удар». 19 октября ToppDogg выпустили свой четвёртый мини-альбом The Beat вместе с клипом на заглавную песню с таким же названием. Мини-альбом достиг 22-го места в чарте альбомов Gaon, более 3000 копий было продано.

### 2016:Show Me the Money 5,Topp Dogg: All-Kill, уход Дженисси иFirst Street
3 марта ToppDogg выпустили OST для дорамы «Please Come Back, Mister»; треку также было предоставлено музыкальное видео с участием членов, записывающих песню. Ещё две песни были выпущены в качестве саундтрека от группы — первым был «Back Then», в записи которого, участвовал Ходжун (31 марта), а второй был «You», записанный 7 апреля Сандо и Ходжуном.
Рэп-линия ToppDogg (Яно, Атом и Дженисси) приняли участие в 5-м сезоне популярного шоу выживания Show Me the Money, которое началось в мае. Атом прошёл прослушивание и отправился во 2-й тур, где он был ликвидирован — вскоре после того, как участник выпустил песню в свой SoundCloud под названием «So Blind», который позже был загружен на аккаунт YouTube от Hunus Entertainment 20 мая. Обоим оставшимся участникам не удалось пройти прослушивание.
В мае было объявлено, что ToppDogg примет участие в веб-сериале, созданном новостным сайтом K-Pop Soompi под названием "Topp Dogg: All-Kill". Шоу длилось 10 эпизодов с 23 мая по 15 августа и транслировалось по понедельникам. .Участники приняли участие в шоу, выполняя различные задания каждую неделю, такие как: кулинария, разгадывание шарад, а также специальные сегменты, такие как тур в общежитии.
31 октября они выпустили обратный тизер для своего полного альбома "First Street" в составе девяти участников. Позже, было объявлено, что Дженисси покидает группу для продолжения сольной карьеры, а также из-за желания выпускать музыку за пределами ToppDogg. 7 ноября 2016 года был выпущен тизер «Rainy Day». Первый шоукейс и официальный видеоклип песни были выпущены 7 ноября 2016 года.

### 2017
28 февраля было анонсировано, что Атом примет участие во втором сезоне шоу выживания Produce 101. В результате, Атом участвовал в проекте, сумев дойти до финала, но не попал в топ-11 (конечный состав Wanna One) по результатам голосования, заняв в итоге 26 место (140890 голосов) среди всех участников проекта.
Атом готовится к дебюту в группе JBJ, который состоится 18 октября. Представители Hunus пояснили, что его дальнейшее участие в Topp Dogg будет решаться после конца продвижения в JBJ и возвращения в агентство.
Накта изъявил желание продвигаться сольно с электронной музыкой, на что компания расторгла эксклюзивный контракт, учтя его желание.
Пигун принял решение отправиться на военную службу, также обсуждается его дальнейшая деятельность, как актёра.
Хансоль ещё во время  продвижения с альбомом "First Street" изъявил желание покинуть группу, и в то же время он покинул общежитие группы. Сейчас он занимается хореографией с 1997 DANCE STUDIO. 28 сентября 2017 года законно изменил свое имя на Ким Минсон. 24 декабря того же года объявил свой новый псевдоним - Navinci, смесь слова "бабочка" (navillera) и имени Леонардо да Винчи, означающий что он "нарисует красивую картину из бабочек". На данный момент выпускает различные "дэнс-каверы" на Youtube с самостоятельно придуманной хореографией, наряду с серией "Glass Mask".

### 2018: реструктуризация группы и смена названия
По сообщению от 21 февраля, Topp Dogg изменят своё название на Xeno-T, что является отсылкой к ксеногенный (xenogenetic) и название их фан-клуба "Top-Klass", так же сообщается о смене сценического имени Биджу (비주) на Биджю (비쥬), а Яно будет продвигаться под своим настоящим именем Санвон. А-Том не будет участвовать в группе, даже после окончания деятельности в JBJ, но останется под крылом агентства.

## Участники

### Текущий состав
- Ходжун (호준) -  имя при рождении: Чон Ходжун (전호준); дата рождения: 31 октября 1992 года
- Сандо (상도) - имя при рождении: Ю Сандо (유상도); дата рождения: 2 марта 1993 года
- Биджю (비쥬) (бывший Биджу (비주) - имя при рождении: Ким Бёнджу (김병주); дата рождения: дата рождения: 8 января 1994 года
- Джеро (제로) - имя при рождении: Шин Джихо (신지호); дата рождения: 3 февраля 1994 года
- Санвон (상원) ( бывший Яно (야노) - имя при рождении: Со Санвон (서상원); дата рождения: 27 сентября, 1995 года

### Бывшие участники
- Согун (서궁) - имя при рождении: Пак Хёнхо (박현호); дата рождения: 1 мая 1992 года, продвигался как сольный артист под именем 아임 (I'M) в компании  DreamTeam Entertainment.
- Кидо (키도) - имя при рождении: Чин Хёсан (진효상); дата рождения: 16 декабря 1992 года
- Гон (곤) - имя при рождении: Ким Донсон (김동성); дата рождения: 1 августа 1992 года
- Дженисси (제니씨) - имя при рождении: Ким Тэян (김태양); дата рождения: 2 августа 1991 года
- Пигун (피군) - имя при рождении: Пак Сэхёк (박세혁); дата рождения: 18 октября 1991 года
- Навинчи (Navinci) (бывший Хансоль (한솔) - имя при рождении: Ким Хансоль (김한솔), легально изменил свое имя на Ким Минсон (김민성); дата рождения: 15 июня 1993 года
- Накта (낙타) - имя при рождении: Шин Юнчоль (신윤철); дата рождения: 24 апреля 1993 года
- Атом (아톰) - имя при рождении: Ким Сангюн (김상균); дата рождения: 23 мая 1995 года

## Дискография

### Студийный альбом
| Название     | Детали альбома | Позиции в чартах | Продажи      |
| Название     | Детали альбома | KOR              | Продажи      |
| ------------ | --- | ---------------- | ------------ |
| First Street | - Выпущен: 7 ноября 2016 - Лейбл: Hunus Entertainment - Формат: CD, Digital download Трек Лист 1. Perfume 2. Rainy Day 3. Sunshine 4. Monologue 5. Flower 6. Blind 7. Good Morning 8. Emotion (Glitch Mix) 9. Rainy Day (Instrumental) 10. Sunshine (Instrumental) | 16               | - KOR: 4146+ |

### Мини-альбомы
| Название   | Детали альбома | Позиции в чартах | Продажи       |
| Название   | Детали альбома | KOR              | Продажи       |
| ---------- | --- | ---------------- | ------------- |
| Dogg’s Out | - Выпущен: 24 октября 2013 - Лейбл: Stardom Entertainment - Формат: CD, digital download Трек Лист 1. Dogg’s Out 2. Follow Me (말로해) 3. A Girl Like You (너 같은 여자) (Kidoh Solo) 4. Cute Girl(귀여운 걸) 5. Playground | 17               | - KOR: 2691+  |
| Dogg’s Out | Dogg’s Out (переиздание) - Выпущен: 12 декабря 2013 - Лейбл: Stardom Entertainment - Формат: CD, digital download Трек Лист 1. Dogg’s Out 2. Follow Me (말로해) 3. Cigarette 4. A Girl Like You (너 같은 여자) (Kidoh Solo) 5. Cute Girl(귀여운 걸) 6. Playground 7. Say It (Chinese Ver.)                                     | 16               | - KOR: 2,474+ |
| Arario     | - Выпущен: 16 января 2014 - Лейбл: Stardom Entertainment - Формат: CD, digital download Трек Лист 1. Arario (아라리오) 2. Open The Door (들어와) 3. R-Uh (알어) 4. Fever (종말론자) 5. Open The Door(Inst.) | 12               | - KOR: 4485+  |
| Arario     | Arario спец-выпуск (переупаковка) - Выпущен: 24 февраля 2014 - Лейбл: Stardom Entertainment - Формат: CD, digital download Трек Лист 1. Arario (아라리오) 2. Keep Smiling 3. Open The Door (들어와) 4. R-Uh (알어) 5. Fever (종말론자) 6. Arario (아라리오) (Remix) 7. R-Uh (알어) (Japanese Ver.) 8. Arario (아라리오)(Inst.) | 11               | - KOR: 6394+  |
| AmadeuS    | - Выпущен:9 июня 2014 - Лейбл: Stardom Entertainment - Формат: CD, digital download Трек Лист 1. Intro 2. Amadeus (아마데우스) 3. Topdog 4. Salieri (살리에리) 5. Topdog (Instrumental) | 5                | - KOR: 7650+  |
| AmadeuS    | Amadeus делюкс издание (переупаковка) - Выпущен: 22 августа 2014 - Лейбл: Stardom Entertainment - Формат: CD, digital download Трек Лист 1. Intro 2. Amadeus (아마데우스) 3. Topdog 4. Salieri (살리에리) 5. Topdog (Instrumental) 6. Ain’t Right (이건 아니지 않나 싶어) (feat. Cho PD) 7. Oh My Baby 8. Peekaboo             | 8                | - KOR: 3768+  |
| The Beat   | - Выпущен: 19 октября 2015 - Лейбл: Hunus Entertainment - Формат: CD, digital download Трек Лист 1. Runaway 2. The Beat 3. O.A.S.I.S 4. All Eyez On Me 5. Emotion 6. Sweetheart | 8                | - KOR: 4987+  |

### Синглы
| Название                 | Год  | Позиции в чартах | Альбом              |
| Название                 | Год  | KOR              | Альбом              |
| ------------------------ | ---- | ---------------- | ------------------- |
| «Follow Me» (말로해)     | 2013 | —                | Dogg’s Out          |
| «Cigarette»              | 2013 | —                | Dogg’s Out          |
| «Open The Door» (들어와) | 2014 | —                | Arario              |
| «Arario» (아라리오)      | 2014 | —                | Arario              |
| «Topdog»                 | 2014 | —                | AmadeuS             |
| «Annie» (애니)           | 2015 | —                | Синглы вне альбомов |
| «The Beat»               | 2015 | —                | The Beat            |
| «Rainy Day»              | 2016 | —                | First Street        |

### Соло-альбомы
| Название                  | Детали альбома | Позиции в чартах | Продажи |
| ------------------------- | --- | ---------------- | ------- |
| True Be Honest (Дженисси) | - Выпущен: 12 июля 2016 - Лейбл: Hunus Entertainment - Формат: digital download Трек Лист 1. Disillusion 2. Bus 3. Rollin' (feat. A-Tom) 4. Back 2 the Sun 5. No Problem | —                | —       |

### Оригинальные саундтреки
| Год  | Название песни                                 | Участник      | Заметки                      |
| ---- | ---------------------------------------------- | ------------- | ---------------------------- |
| 2015 | «Butterfly Core» - Выпущен: 7 апреля 2015      | Все           | Detective Conan 13 сезон OST |
| 2015 | «Just 5 More Minutes» - Выпущен: 7 мая 2015    | Яно, Сандо    | The Girl Who Sees Smells OST |
| 2015 | «Get out of My Way» - Выпущен: 25 августа 2015 | Все           | Webtoon Dokgo OST            |
| 2016 | «Feel Alive» - Выпущен: 3 марта 2016           | Все           | Please Come Back, Mister OST |
| 2016 | «Back Then» - Выпущен: 31 марта 2016           | Ходжон        | Please Come Back, Mister OST |
| 2016 | «You» - Выпущен: 7 апреля 2016                 | Сандо, Ходжон | Please Come Back, Mister OST |

### Музыкальные видеоклипы
| Год  | Название        | Руководитель                      |
| ---- | --------------- | --------------------------------- |
| 2013 | «Follow Me»     | Квон Сон Ук (Metaoloz)            |
| 2013 | «Cigarette»     | Квон Сон Ук (Metaoloz)            |
| 2014 | «Open The Door» | Квон Сон Ук (Metaoloz)            |
| 2014 | «Arario»        | Квон Сон Ук (Metaoloz)            |
| 2015 | «Topdog»        | Квон Сон Ук (Metaoloz)            |
| 2015 | «I Come»        | Джулия Эшли                       |
| 2015 | «Peekaboo»      | Джулия Эшли                       |
| 2015 | «Annie»         | Пак Сан У & Сон Вон Мо (Digipedi) |
| 2015 | «The Beat»      | Ким Си Хи (August Frogs)          |
| 2016 | «Rainy Day»     | Ли Ки Бэк (Tiger Cave)            |

## Награды и номинации
| Год  | Награды                                         | Категории                   | Реципиент | Получатель   |
| ---- | ----------------------------------------------- | --------------------------- | --------- | ------------ |
| 2014 | MTV Europe Music Awards                         | Best Korean Act             | ToppDogg  | Номинированы |
| 2015 | 21st Republic of Korea Entertainment Art Awards | Best Rookie Award           | ToppDogg  | Выиграли     |
| 2015 | KMC Radio Awards 2014                           | Best Male Dance Performance | ToppDogg  | Выиграли     |